# Klaas Bijl
Klaas Bijl (Den Helder, 22 maart 1948 – Schagen, 3 september 2024) was een Nederlandse voetballer van Telstar.
Bijl speelde tussen 1971 en 1976 vijf seizoenen in de eredivisie voor Telstar. De middenvelder kwam tot ruim 100 optredens voor De Witte Leeuwen waarin hij negen keer het net wist te vinden.
Na zijn voetbalcarrière werd Bijl trainer in het amateurvoetbal. Hij trainde onder andere het Helders Elftal, Z.A.P., HRC, VV Wieringerwaard en VV Schagen.